# Tour de França de 1965
El Tour de França 1965 es va celebrar entre el 22 de juny i el 14 de juliol, sortint per primera vegada des d'Alemanya. 13 equips de 10 ciclistes cadascun prengueren la sortida de Colònia i sols un d'ells arribà sencer a París.
El clar dominador de la cursa fou l'italià Felice Gimondi, que a més d'aconseguir el mallot groc guanyà tres etapes.
Aquesta edició del Tour de França va visitar Catalunya amb un final d'etapa a Barcelona, guanyada pel santanderí José Pérez Francés després d'una llarga escapada.

## Resultats

### Classificació general
| Classificació General                 | Classificació General | Classificació General | Classificació General |
| ------------------------------------- | --------------------- | --------------------- | --------------------- |
| 1.                                    | Felice Gimondi        | Itàlia                | 116h42'06"            |
| 2.                                    | Raymond Poulidor      | França                | a 2'40"               |
| 3.                                    | Gianni Motta          | Itàlia                | a 4'44"               |
| 4.                                    | Henry Anglade         | França                | a 12'43"              |
| 5.                                    | Jean-Claude Lebaube   | França                | a 12'56"              |
| 6.                                    | José Pérez-Francés    | Espanya               | a 13'15"              |
| 7.                                    | Guido de Rosso        | Itàlia                | a 14'48"              |
| 8.                                    | Frans Brands          | Bèlgica               | a 17'36"              |
| 9.                                    | Jan Janssen           | Països Baixos         | a 17'52"              |
| 10.                                   | Francisco Gabica      | Espanya               | a 19'11"              |
| 130 participats, 96 acabaren la cursa |                       |                       |                       |

### Gran Premi de la Muntanya
| 1r | Julio Jiménez  | 133 pts |
| 2n | Frans Brands   | 73 pts  |
| 3r | Joaquim Galera | 68 pts  |

### Classificació de la Regularitat
| 1r | Jan Janssen     | 144 pts |
| 2n | Guido Reybrouck | 130 pts |
| 3r | Felice Gimondi  | 124 pts |

### Classificació per equips
| 1r | Kas |

### Etapes
| Etapa  | Data         | Recorregut                           | km         | Guanyador                 | Líder                 |
| 1a (a) | 22 de juny   | Colònia - Lieja                      | 149        | Rik van Looy              | Rik van Looy          |
| 1a (b) | 22 de juny   | Lieja - Lieja                        | 22,5 (CRE) | Ford France-Gitane-Dunlop | Rik van Looy          |
| 2a     | 23 de juny   | Lieja - Roubaix                      | 200,5      | Bernard Vandekerkhove     | Bernard Vandekerkhove |
| 3a     | 24 de juny   | Roubaix - Rouen                      | 240        | Felice Gimondi            | Felice Gimondi        |
| 4a     | 25 de juny   | Caen - Saint-Brieuc                  | 227        | Edgar Sorgeloos           | Felice Gimondi        |
| 5a (a) | 26 de juny   | Saint-Brieuc - Châteaulin            | 147        | Cees Van Espen            | Felice Gimondi        |
| 5a (b) | 26 de juny   | Châteaulin - Châteaulin              | 26,5 (CRI) | Raymond Poulidor          | Felice Gimondi        |
| 6a     | 27 de juny   | Quimper - La Baule                   | 210,5      | Guido Reybrouck           | Felice Gimondi        |
| 7a     | 28 de juny   | La Baule - La Rochelle               | 219        | Edward Sels               | Bernard Vandekerkhove |
| 8a     | 29 de juny   | La Rochelle - Bordeus                | 197.50     | Jo de Roo                 | Bernard Vandekerkhove |
| 9a     | 30 de juny   | Dacs - Banhèras de Bigòrra           | 226,5      | Julio Jiménez             | Felice Gimondi        |
| 10a    | 1 de juliol  | Banhèras de Bigòrra - Ax-les-Thermes | 222,5      | Guido Reybrouck           | Felice Gimondi        |
| 11a    | 2 de juliol  | Ax-les-Thermes - Barcelona           | 240,5      | José Pérez-Francés        | Felice Gimondi        |
| 12a    | 4 de juliol  | Barcelona - Perpinyà                 | 219        | Jan Janssen               | Felice Gimondi        |
| 13a    | 5 de juliol  | Perpinyà - Montpeller                | 164        | Adriano Durante           | Felice Gimondi        |
| 14a    | 6 de juliol  | Montpeller - Ventor                  | 173        | Raymond Poulidor          | Felice Gimondi        |
| 15a    | 7 de juliol  | Carpentras - Gap                     | 167,5      | Giusseppe Fezzardi        | Felice Gimondi        |
| 16a    | 8 de juliol  | Gap - Briançon                       | 177        | Joaquín Galera            | Felice Gimondi        |
| 17a    | 9 de juliol  | Briançon - Aix-les-Bains             | 193,5      | Julio Jiménez             | Felice Gimondi        |
| 18a    | 10 de juliol | Aix-les-Bains - Mont Revard          | 27 (CRI)   | Felice Gimondi            | Felice Gimondi        |
| 19a    | 11 de juliol | Aix-les-Bains - Lió                  | 165        | Rik van Looy              | Felice Gimondi        |
| 20a    | 12 de juliol | Lió - Auxerre                        | 298,5      | Michael Wright            | Felice Gimondi        |
| 21a    | 13 de juliol | Auxerre - Versalles                  | 225,5      | Gerben Karstens           | Felice Gimondi        |
| 22a    | 14 de juliol | Versalles - París                    | 38 (CRI)   | Felice Gimondi            | Felice Gimondi        |